# 필라델피아 연방준비은행
필라델피아 연방준비은행(필라델피아聯邦準備銀行, 영어: Federal Reserve Bank of Philadelphia)은 펜실베이니아주 필라델피아의 10 인디펜던스 몰에 본부를 두고 있으며 펜실베이니아 동부와 중부, 뉴저지 남부 9개 카운티, 델라웨어를 포괄하는 연방준비제도 제3구역을 담당하고 있는 연방준비은행이다. 담당 면적이 연방준비은행 지점들 중에서 가장 작으며, 인구 수는 미니애폴리스 연방준비은행 다음으로 두 번째로 작다. 현 필라델피아 연방준비은행 총재는 패트릭 T. 하커이다.
필라델피아 연준은 국가 및 지역 경제에 대한 연구를 수행한다.  매달 발표하는 지역 제조업 지수는 연방준비은행 지점들이 발표하는 지역 제조업 보고서 중 두 번째로 발행되며, (뉴욕 연준의 엠파이어 스테이트 지수는 현재 더 일찍 발표됨) 전국 제조업 상황을 대표하는 지표로서 금융계에 여전히 매우 중요한 위치를 차지하고 있다. 필라델피아 연방준비은행은 전문 경제 예측가들을 대상으로 분기별 설문조사인 전문 예측가 설문조사  보고서를 발행하며, 이는 미국 경제의 전망을 매우 예측적으로 보여주는 보고서이다. 또한 Business Review 라는 제목의 분기별 간행물도 발행하며, 경제학자 50명을 상대로 반년마다 실시되는 설문조사인  리빙스턴 경제조사보고서와 그린 데이터 세트를 발행하고 있다. 

## 같이 보기
- 연방준비제도
- 연방준비제도 구역
- 연방준비은행 지점
- 연방준비제도법
- 옛 연방준비은행 건물(필라델피아)
- 연방준비제도의 구조